# ان گرتی
اَن گرتی (انگلیسی: Anne Gerety؛ ‏ ۳ ژوئیهٔ ۱۹۲۶ – ۲۵ اکتبر ۲۰۰۳) بازیگر و صداپیشه اهل ایالات متحده آمریکا بود.
او خواهرِ هنرپیشه آمریکایی پیتر گرتی بود.
از فیلم‌ها یا مجموعه‌های تلویزیونی که وی در آن‌ها نقش داشته‌است، می‌توان به کوئینتت اشاره نمود.